# Alcindo Sartori
Alcindo Sartori (sinh ngày 21 tháng 10 năm 1967) là một cầu thủ bóng đá người Brasil.

## Sự nghiệp câu lạc bộ
Alcindo Sartori đã từng chơi cho Kashima Antlers, Verdy Kawasaki và Consadole Sapporo.

## Thống kê câu lạc bộ

### J.League
| Đội             | Năm       | J.League | J.League | J.League Cup | J.League Cup | Tổng cộng | Tổng cộng |
| Đội             | Năm       | Trận     | Bàn      | Trận         | Bàn          | Trận      | Bàn       |
| --------------- | --------- | -------- | -------- | ------------ | ------------ | --------- | --------- |
| Kashima Antlers | 1993      | 28       | 22       | 5            | 2            | 33        | 24        |
| Kashima Antlers | 1994      | 43       | 28       | 1            | 0            | 44        | 28        |
| Verdy Kawasaki  | 1995      | 38       | 19       | -            | -            | 38        | 19        |
| Verdy Kawasaki  | 1997      | 16       | 10       | 0            | 0            | 16        | 10        |
| Tổng cộng       | Tổng cộng | 125      | 79       | 6            | 2            | 131       | 81        |